# Skuggnäva
Skuggnäva (Geranium pyrenaicum) är en växtart i familjen näveväxter och förekommer naturligt från centrala och södra Europa till sydvästra Asien och nordvästra Afrika. Den odlas ibland som trädgårdsväxt i Sverige.

## Underarter
Två underarter kan urskiljas:
- subsp pyrenaicum - förekommer i hela utbredningsområdet utom i Portugal och västra Spanien.
- subsp. lusitanicum - från Portugal och västra Spanien.

## Synonymer
subsp. pyrenaicum
Geranium barbatum Kitt.
Geranium depilatum (Sommier & Levier) Grossh.
Geranium perenne Huds.
Geranium pyrenaicum subsp. depilatum (Sommier & Levier) M.S.Novoselova
Geranium pyrenaicum var. depilatum Sommier & Levier
Geranium umbrosum Waldst.
subsp. lusitanicum (Samp.) S.Ortiz, 1990
Geranium pyrenaicum raça lusitanicum Samp.